# Birthday (Idaly)
Birthday is een lied van de Nederlandse rapper Idaly in samenwerking met rapper Emms. Het werd in 2019 als single uitgebracht en stond in hetzelfde jaar als elfde track op het album Idaly van Idaly. 

## Achtergrond
Birthday is geschreven door Emerson Akachar, Idaly Faal en Sergio van Gonter en geproduceerd door Reverse. Het is een nummer uit het genre nederhop. In het lied wordt een meisje bezongen die feest omdat het haar verjaardag is. Op de B-kant van de single is een instrumentale versie van het lied te vinden. De single heeft in Nederland de gouden status.
Het is niet de eerste keer dat de twee artiesten met elkaar samenwerken. Eerder waren ze samen te horen op Louboutin en de samenwerking werd later herhaald op Amazin'.

## Hitnoteringen
De artiesten hadden succes met het lied in de hitlijsten van Nederland. Het piekte op de achttiende plaats van de Single Top 100 en stond acht weken in deze hitlijst. De Top 40 werd niet bereikt; het lied bleef steken op de elfde plaats van de Tipparade. 